# 雲1線
雲1線 海埔地－麥寮，是位於雲林縣的一條鄉道，北起雲林縣麥寮鄉三盛村海埔地，南至雲林縣麥寮鄉麥豐村麥寮，全長3.647公里。有五支線雲1-1線至雲1-5線。

## 路線說明、沿革

### 路線沿革
本線自1961以降，皆編為雲1線，惟當時路線僅至現今之仁德路/豐安路路口，里程5.177公里，時已有雲1-1線，但與今日路線不同，1976年本線里程增長為5.196公里，另將雲1-1線改編至今日路線，1983年增加支線雲1-2線、雲1-3線、雲1-4線，且延長至8.945公里。後來再將雲3-1線改編為雲1-5線。

### 路線說明
雲林縣
麥寮鄉：海埔地 0.0k（起點）→ 雲1-4線路口 → 雲1-2線路口 → 仁德路路口（岔路共線、雲3線岔路） → 豐安路 → 安東橋（雲1-5線共線） → 楊厝寮（雲1-5線分離） → 寮仔（雲1-1線岔路） → 中山路路口 → 寮仔（雲1-1線岔路） →麥中西（雲2-1線岔路） → 中山路437巷 →  麥寮8.945k（終點）

## 沿線設施
- 六輕工業區
- 許厝新生地
- 橋頭國小許厝分校
- 許厝寮橋（橫越新吉中排線）
- 安東橋（橫越施厝寮大排）
- 中油加油站

## 交會公路
- 雲1-4線
- 雲1-2線
- 154線
- 雲3線
- 雲1-5線
- 雲1-1線
- 雲2-1線
- 雲2線

## 雲1-1線
雲1-1線 寮仔－麥寮，是位於雲林縣的一條鄉道，北起雲林縣麥寮鄉麥津村寮仔，南至雲林縣麥寮鄉麥津村麥寮，全長2.016公里。為雲1線的支線。

### 歷史沿革
| 雲1-1線歷史沿革 | 雲1-1線歷史沿革                                                | 雲1-1線歷史沿革                         |
| 年代            | 本編號沿革                                                     | 本路線沿革                              |
| --------------- | -------------------------------------------------------------- | --------------------------------------- |
| 1961年          | 后安－中山麥寮（指雲1線）間0.852公里                           | 當時未編入鄉道系統                      |
| 1976年          | 改為寮仔－麥寮間3.693公里（疑為誤植），原線延長並改編為雲3-1線 | 當時未編入鄉道系統                      |
| 1983年          | 改編至現今路線（寮仔－麥寮間2.016Km）。                        | 改編至現今路線（寮仔－麥寮間2.016Km）。 |

### 路線說明
雲林縣
- 麥寮鄉：寮仔0.0k（雲1線岔路）→ 後安路 → 保安林路 → 麥中西（雲2-1線岔路） → 中興路 → 麥寮2.016k（終點，雲2線岔路）

### 沿線設施
- 豐年橋
- 福德祠
- 麥寮高中
- 麥寮鄉公所
- 鎮西宮

### 交會公路
- 雲1線
- 雲2-1線
- 雲2線

## 雲1-2線
雲1-2線 許厝寮－後安寮，是位於雲林縣的一條鄉道，北起雲林縣麥寮鄉三盛村許厝寮，南至雲林縣麥寮鄉三盛村後安寮，全長2.140公里。為雲1線的支線。

### 路線說明
本線編號及路線皆於1983年新編。本線終點地名後安寮位於施厝寮大排南，與本線無橋樑相通。
雲林縣
- 麥寮鄉：許厝寮0.0k（雲1線岔路）→ 中山（154線岔路） → 後安寮2.140k（終點）

### 沿線設施
- 六輕工業區
- 橋頭公有零售市場辦公處

### 交會公路
- 雲1線
- 154線

## 雲1-3線
雲1-3線 大灣－麥寮，是位於雲林縣的一條鄉道，西起雲林縣麥寮鄉興華村大灣，東至雲林縣麥寮鄉興華村麥寮，全長4.470公里。為雲1線的支線。

### 路線說明
本線編號及路線皆於1983年新編。
雲林縣
- 麥寮鄉：大灣0.0k（雲5-1線岔路）→ （台17線共線） → 沙崙後（台17線共線結束）→ 麥寮 4.470k（終點，雲1-1線岔路）

### 沿線設施
- 麥寮高中

### 交會公路
- 雲5-1線
- 台61線
- 台17線
- 雲1-1線

## 雲1-4線
雲1-4線 許厝寮－中溪，是位於雲林縣的一條鄉道，北起雲林縣麥寮鄉三盛村許厝寮，南至雲林縣麥寮鄉海豐村中溪，全長6.317公里。為雲1線的支線。

### 路線沿革、說明
本線編號及路線皆於1983年新編，另外本線無橫越施厝寮大排的橋樑，因此行車無法連續。
雲林縣
- 麥寮鄉：許厝寮0.0k（雲1線岔路）→ 中山（154線）→ 施厝寮大排北 → 後安檢查哨（雲1-5線岔路） → 中溪6.317k（終點）

### 沿線設施
- 施厝寮大排
- 後安檢查哨

### 交會公路
- 雲1線
- 154線
- 雲1-5線

## 雲1-5線
雲1-5線 後安檢查哨－圳寮，是位於雲林縣的一條鄉道，東起雲林縣麥寮鄉後安村後安檢查哨，西至雲林縣麥寮鄉崙後村圳寮，全長8.211公里。為雲1線的支線。

### 歷史沿革
| 雲1-5線歷史沿革 | 雲1-5線歷史沿革              | 雲1-5線歷史沿革                         |
| 年代            | 本編號沿革                   | 本路線沿革                              |
| --------------- | ---------------------------- | --------------------------------------- |
| 1961年          | 空號                         | 編為雲1-1線                             |
| 1976年          | 空號                         | 後安－圳寮間改編為雲3-1線，其餘無編號。 |
| 1983年          | 納編安東橋－至圳寮間路線。   | 納編安東橋－至圳寮間路線。              |
| 近年            | 改編為雲1-5線，里程8.211Km。 | 改編為雲1-5線，里程8.211Km。            |

### 路線說明
雲林縣
- 麥寮鄉：後安檢查哨0.0k（雲1-4線岔路）→ 後安寮（雲3線岔路） → 雲1線岔路共線 → 楊厝寮（雲1線岔路分離） → 沙崙後（台17線路口） →  圳寮1.329k（終點，續行可接雲5線）

### 沿線設施
- 六輕工業區
- 雲林區漁會信用部麥寮分部
- 濠溝橋（跨越濠溝）
- 麥寮國小楊厝分班
- 大有排水七號橋（跨越阿勸大排）
- 明禮國小
- 中央橋（台17線橋樑）
- 台61線涵洞

### 交會公路
- 雲1-4線
- 雲3線
- 雲1線
- 台17線
- 台61線